# 服部貞勝
服部 貞勝（はっとり さだかつ、宝暦11年（1761年） - 文政7年5月22日（1824年6月18日））は、江戸時代後期の旗本。松前奉行、勘定奉行などを務めた。旗本服部貞徳の長男。母は酒井忠香の養女。通称は久太郎、頼母、久右衛門。官位は従五位下備後守、のちに伊賀守。室は高家旗本の戸田氏朋の娘。子女に服部貞陽ら。

## 来歴
中奥番・服部貞徳の長男として生まれる。1786年（天明6年）3月22日、将軍・徳川家治に御目見。1794年（寛政6年）5月22日小姓組となり、1796年（寛政8年）10月4日に家督相続、1400石を継ぐ。
1797年（寛政9年）12月18日に中奥番士、1805年（文化2年）御徒頭、1806年（文化3年）西丸目付、1807年（文化4年）本丸目付と昇進し、1810年（文化7年）、駿府町奉行となる。1812年（文化9年）地誌「駿河大地誌」の編纂を企画したが、11月に松前奉行に転任となった。
翌1813年（文化10年）9月、前任者より引き継いだロシアとの国際紛争「ゴローニン事件」の解決にあたる。
1816年（文化13年）5月に勘定奉行勝手方兼務（松前奉行は12月に退任）となる。1819年（文政2年）閏4月に勘定奉行公事方となり、道中奉行も兼務。同年6月に行われた小判の吹替えにより同年末迄に銀相場が高騰し、世間の奢侈的な風潮の中、幕府の支出増加による財政悪化を解消するため、貞勝の上申により出目（改鋳利益）獲得を目的として小判に遅れること1年後、丁銀の貨幣吹替えが行われた（文政丁銀）。
但し貞勝は同年9月、小普請組支配となっている。

1824年（文政7年）死去。墓所は服部氏の領地であった赤堤村（東京都世田谷区赤堤3丁目）の西福寺。
同年に子息の貞陽が建立した、幕府侍講成島司直の撰文、戸川安恵揮毫の墓碑が残る。